# 린 로링

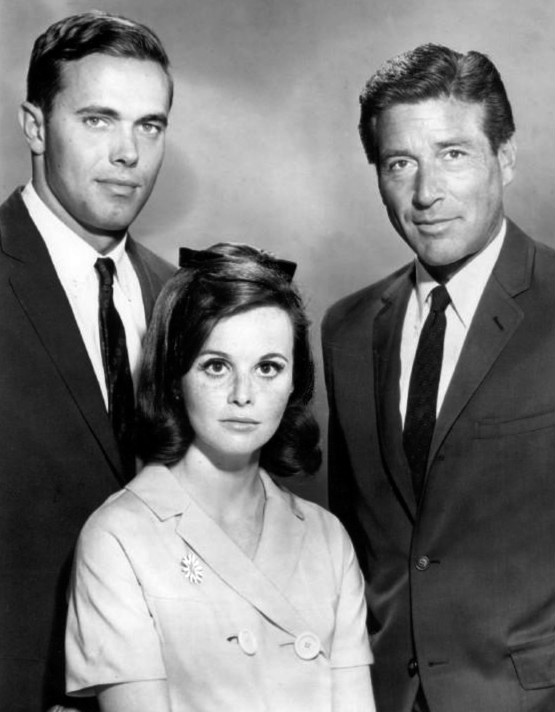

린 로링(Lynn Loring, 1944년 7월 14일 ~ )은 미국의 배우, 영화 제작자이다.
뉴욕에서 태어났다.

## 작품 목록

### 영화 출연
- 초원의 빛 (1961)
- 태양 저편으로의 여행 (1969)

### 영화 제작
- 미스터 마마 (1983)
- 금고털이와 소년 (1993, Me and the Kid)

### 텔레비전 출연
- FBI (1965)
- 첩보원 0011 (1967)